# Sittard-Geleen
Sittard-Geleen  (in limburghese Zittert-Gelaen) è una municipalità dei Paesi Bassi di 95 213 abitanti situata nella provincia del Limburgo.
La municipalità è stata istituita il 1º gennaio 2001 ed è stata formata dall'unione del territorio dell'ex-municipalità di Sittard, Geleen e Born.

## Quartieri e abitanti
- Born: 2.773
- Buchten: 2.177Bor
- Einighausen: 1.435
- Geleen: 33.293
- Graetheide: 240
- Grevenbicht: 2.563
- Guttecoven: 1.296
- Holtum: 1.301
- Hondsbroek: 2.747
- Limbricht: 2.764
- Munstergeleen: 5.065
- Obbicht: 2.085
- Papenhoven: 777
- Sittard: 38.865
- Windraak: 102